# Maissana
Maissana (en lígur: Maissann-a) és un comune (municipi) de la província de La Spezia, a la regió italiana de la Ligúria, situat uns 50 km a l'est de Gènova i uns 35 km al nord-oest de La Spezia.
Dins del municipi hi ha els següents frazioni: Campore, Cembrano, Chiama, Colli, Disconesi, Ossegna, Salterana, Santa Maria, Tavarone i Torza.
Maissana limita amb els municipis de Carro, Casarza Ligure, Castiglione Chiavarese, Ne i Varese Ligure.
És el poble més fred de la província. Les nevades són fortes i freqüents.

## Evolució demogràfica
| Gràfica d'evolució demogràfica de Maissana entre 1861 i 2001 |
|                                                              |
| Font ISTAT - elaboració gràfica de Viquipèda                 |